# Równanie diofantyczne
Równanie diofantyczne – równanie postaci:
{\displaystyle f(x_{1},x_{2},\dots ,x_{n})=0,}
gdzie {\displaystyle f} jest {\displaystyle n}-argumentową funkcją {\displaystyle (n\geqslant 2)} i którego rozwiązania szuka się w dziedzinie liczb całkowitych lub rzadziej wymiernych. Jeżeli {\displaystyle f} jest wielomianem ze współczynnikami całkowitymi, to takie równanie nazywamy algebraicznym równaniem diofantycznym .

## Przykłady równań diofantycznych
- Równanie {\displaystyle x^{n}+y^{n}=z^{n}{:}} dla {\displaystyle n=2} równanie to obrazuje zależność między długościami boków w trójkącie prostokątnym (zobacz: trójki pitagorejskie). Dla {\displaystyle n>2} równanie to nie ma rozwiązań – jest to treść wielkiego twierdzenia Fermata.
- Równanie {\displaystyle ax+by=c} ({\displaystyle a,b,c} są dane) jest równaniem diofantycznym liniowym. Ma rozwiązanie wtedy i tylko wtedy, gdy największy wspólny dzielnik liczb {\displaystyle a} i {\displaystyle b} dzieli {\displaystyle c.}
- Równanie {\displaystyle 2^{x}+1=y^{2}} ma w liczbach naturalnych jedno rozwiązanie: (3,3).
- Równanie {\displaystyle x^{y}=y^{x}} ma w liczbach naturalnych dwa rozwiązania, gdy {\displaystyle x\neq y{:}} {\displaystyle x=2,y=4} oraz {\displaystyle x=4,y=2.}
- Równanie {\displaystyle x^{2}-ny^{2}=1} {\displaystyle (n>0)} zwane równaniem Pella (od nazwiska angielskiego matematyka Johna Pella; sam Pell nie zajmował się takimi równaniami) – jeżeli {\displaystyle n} jest kwadratem liczby naturalnej, to równanie nie ma rozwiązań, jeżeli zaś nie jest, ma ich ono nieskończenie wiele. Rozwiązania te tablicuje się w zależności od {\displaystyle n.}
- Równanie {\displaystyle {\tfrac {3^{a}\cdot k-1}{2^{a}\cdot k-1}}=2^{x}} jest warunkiem istnienia tzw. pętli pierwszego stopnia w ciągu Collatza-Ulama. Ma ono tylko jedno rozwiązanie dla {\displaystyle a=1,} {\displaystyle k=1} oraz {\displaystyle x=1,} które odpowiada występowaniu pętli trywialnej w tym ciągu.

## Typowe problemy
Badając dane równanie diofantyczne, staramy się przede wszystkim odpowiedzieć na następujące pytania :
- Czy ma ono rozwiązania?
- Jeśli tak, to ile ich jest (skończenie, czy nieskończenie wiele)?
- Czy istnieje algorytm na ich wyznaczanie?

W przypadku wielu prostych równań te i inne pytania pozostawały bez odpowiedzi przez długie lata, a próby znalezienia ich częstokroć prowadziły do głębokich badań i rozwoju nowych teorii matematycznych. Klasycznym przykładem jest wielkie twierdzenie Fermata, które pozostawało bez dowodu przez blisko 350 lat.

## Ogólna charakterystyka
Jednym z podstawowych problemów teorii równań diofantycznych jest znalezienie efektywnych sposobów wyznaczenia rozwiązań danego równania. Okazało się, że nie istnieje algorytm, który w każdym przypadku prowadziłby do rozwiązania równania diofantycznego. Znane są tylko algorytmy rozwiązywania równań liniowych i kwadratowych wielu zmiennych oraz pewnych szczególnych przypadków równań wyższych stopni.
Często nie potrafimy odpowiedzieć na podstawowe pytania: czy dane równanie diofantyczne ma choć jedno rozwiązanie, czy liczba tych rozwiązań jest skończona, czy jest ich nieskończenie wiele?
Stale używanym narzędziem teorii równań diofantycznych (i w ogóle w teorii liczb) jest stworzona przez Gaussa teoria kongruencji. Kongruencja to przystawanie liczb „modulo {\displaystyle n}”: liczby {\displaystyle a} i {\displaystyle b} przystają modulo {\displaystyle n,} jeżeli ich różnica {\displaystyle a-b} dzieli się bez reszty przez {\displaystyle n,} co zapisuje się: {\displaystyle a\equiv b{\pmod {n}}.}
Klasycznym przykładem równania diofantycznego, rozwiązanego przez samego Diofantosa (to od jego nazwiska ukuto nazwę tego działu matematyki; Diofantosa interesowały rozwiązania w liczbach wymiernych, a nie naturalnych), jest problem trójkątów pitagorejskich. Szukamy rozwiązań w liczbach naturalnych równania: {\displaystyle x^{2}+y^{2}=z^{2}.} Przykładowe rozwiązania to następujące trójki pitagorejskie: (3, 4, 5), (5, 12, 13),... Rozwiązania niebędące wielokrotnościami innych rozwiązań to tzw. „rozwiązania właściwe” lub trójkąty pitagorejskie, właściwe. Nieskończoną serię takich rozwiązań uzyskała już szkoła Pitagorasa.
Wszystkie rozwiązania właściwe równania Pitagorasa w liczbach naturalnych {\displaystyle (x,y,z)} można uzyskać ze wzorów podanych przez Diofantosa: {\displaystyle x=k^{2}-l^{2},} {\displaystyle y=2kl,} {\displaystyle z=k^{2}+l^{2};} gdzie {\displaystyle k,} {\displaystyle l} to liczby naturalne, przy czym {\displaystyle k>l.} Jeśli {\displaystyle k} i {\displaystyle l} są względnie pierwsze, o różnej parzystości, to uzyskuje się rozwiązania właściwe. W ten sposób można uzyskać wszystkie rozwiązania właściwe.
Liczby zespolone pozwalają określić trójkąt pitagorejski jako {\displaystyle \Re (z),\Im (z),|z|,} gdzie {\displaystyle z} jest liczbą zespoloną, o całkowitej części rzeczywistej i urojonej, i o całkowitym module {\displaystyle |z|.}
Istnieje też geometryczna konstrukcja Vogelera umożliwiająca znajdowanie trójkątów pitagorejskich, ale nie ma znaczenia praktycznego. Sposób Vogelera pozwala również skonstruować wszystkie ułamki pitagorejskie: każda znaleziona trójka pitagorejska generuje trzy następne.

## Metody rozwiązywania

### Podstawowe metody

#### Metoda dekompozycji
Polega na przekształceniu równania z postaci:
{\displaystyle D(x_{1},\dots ,x_{n})=0}
do postaci:
{\displaystyle D_{1}(x_{1},\dots ,x_{n})\cdot D_{2}(x_{1},\dots ,x_{n})\dots D_{k}(x_{1},\dots ,x_{n})=a,}
gdzie {\displaystyle D_{1},D_{2},\dots ,D_{k}\in \mathbb {Z} [X_{1},X_{2},\dots ,X_{n}]} i {\displaystyle a\in \mathbb {Z} .}
Następnie liczbę {\displaystyle a} rozkładamy na {\displaystyle k} czynników pierwszych. Każdy taki rozkład daje układ równań postaci:
{\displaystyle {\begin{aligned}D_{1}(x_{1},\dots ,x_{n})=a_{1}\\D_{2}(x_{1},\dots ,x_{n})=a_{2}\\\dots \\D_{k}(x_{1},\dots ,x_{n})=a_{k}.\\\end{aligned}}}
Suma zbioru rozwiązań tych układów daje zbiór rozwiązań równania {\displaystyle D.}

##### Przykład
Rozważmy równanie:
{\displaystyle nm-2n+m-6=0.}
I przekształćmy je w następujący sposób:
{\displaystyle n(m-2)+m-2=4,}
{\displaystyle (m-2)(n+1)=(\pm 2)^{2}.}
Odpowiada to dwóm możliwościom:
{\displaystyle {\begin{cases}m-2=2\\n+1=2,\end{cases}}}
{\displaystyle {\begin{cases}m-2=-2\\n+1=-2,\end{cases}}}
co daje rozwiązanie:{\displaystyle \{m=4,n=1\}} lub {\displaystyle \{m=0,n=-3\}.}

#### Rozwiązania z wykorzystaniem nierówności
Metoda polega na ograniczeniu przestrzeni potencjalnych rozwiązań równania do skończonego zbioru.

##### Przykład
Szukamy wszystkich par liczb całkowitych {\displaystyle (n,m)} spełniających równanie:
{\displaystyle n^{3}+m^{3}=(n+m)^{2}.}
Po pierwsze, rozwiązaniem powyższego równania są wszystkie pary postaci {\displaystyle (k,-k),k\in \mathbb {Z} .}
Teraz rozważmy takie rozwiązania, że {\displaystyle (n+m)\neq 0,} wtedy równanie możemy podzielić obustronnie przez {\displaystyle (n+m){:}}
{\displaystyle n^{2}-nm+m^{2}=n+m}
i przekształcić do postaci:
{\displaystyle (n-m)^{2}+(n-1)^{2}+(m-1)^{2}=2.}
Z tego wynikają nierówności {\displaystyle (n-1)^{2}\leqslant 1} i {\displaystyle (m-1)^{2}\leqslant 1} ograniczające położenie niewiadomych {\displaystyle n,m} do przedziału {\displaystyle [0,2].} Ponieważ rozpatrujemy rozwiązania w dziedzinie liczb całkowitych, daje to dziewięć potencjalnych rozwiązań. Poprzez sprawdzenie każdej możliwości z osobna możemy pokazać, że rozwiązaniami są pary: {\displaystyle (0,1),} {\displaystyle (1,0),} {\displaystyle (1,2),} {\displaystyle (2,1),} {\displaystyle (2,2).}

#### Metoda parametryczna
W niektórych przypadkach zbiór rozwiązań równania {\displaystyle f(x_{1},x_{2},\dots ,x_{n})=0} można opisać jako:
{\displaystyle {\begin{aligned}x_{1}=g_{1}(k_{1},\dots ,k_{l})\\x_{2}=g_{2}(k_{1},\dots ,k_{l})\\\dots \\x_{n}=g_{n}(k_{1},\dots ,k_{l}),\\\end{aligned}}}
gdzie {\displaystyle g_{1},g_{2},\dots ,g_{n}} są {\displaystyle l}-argumentowymi funkcjami o wartościach całkowitych i {\displaystyle k_{1},k_{2},\dots ,k_{l}\in \mathbb {Z} .} Metoda parametryczna jest często wykorzystywana w sytuacjach, gdy nie jest możliwe pokazanie explicite wszystkich rozwiązań równania, ponieważ jest ich nieskończenie wiele.

##### Przykład
Określić w podanej wyżej postaci nieskończenie wiele rozwiązań poniższego równania:
{\displaystyle a^{3}+b^{3}+c^{3}=a^{2}+b^{2}+c^{2}.}
Rozważmy podzbiór rozwiązań takiej postaci, że {\displaystyle c=-b,} w ten sposób otrzymujemy równanie:
{\displaystyle a^{3}=a^{2}+2b^{2}.}
Biorąc {\displaystyle b=ka} i {\displaystyle a=1+2k^{2}} {\displaystyle (k\in \mathbb {Z} ),} powyższe równanie jest spełnione. W ten sposób otrzymujemy rodzinę rozwiązań w postaci:
{\displaystyle a=2k^{2}+1,}
{\displaystyle b=k(2k^{2}+1),}
{\displaystyle c=-k(2k^{2}+1).}